# Cordia fusca
Cordia fusca är en strävbladig växtart som beskrevs av M.Stapf. Cordia fusca ingår i släktet Cordia, och familjen strävbladiga växter. Inga underarter finns listade i Catalogue of Life.